# Eupterote flavicollis
Eupterote flavicollis är en fjärilsart som beskrevs av Guérin-meneville 1843. Eupterote flavicollis ingår i släktet Eupterote och familjen Eupterotidae. Inga underarter finns listade i Catalogue of Life.